# Успение Богородично (Казанлък)
„Успение Богородично“ е православен храм в центъра на Казанлък, България, под ведомството на Старозагорската епархия.

## Местоположение
Храмът е разположен на улица „Стефан Орешков“ № 11.

## История
Църквата е построена в 1834 година с дарения и труд от жителите на Калпакчийската махала на Казанлък. Майстор на строежа е прочутият одринчанин Санди Костов. Според други източници е костурчанинът Петко Боз, който завършва храма на 15 април 1834 година успоредно със строежа на „Света Троица“.
В 1836 година по инициатива на Неофит Рилски към храма, в специално построена сграда, е открито едно от първите модерни училища по българските земи.

## Описание
Църквата е с три престола, посветени съответно на Света Богородица, Свети Атанасий Александрийски и Свети архангел Михаил.
Църквата има забележитеелн резбован иконостас, дело на дебърския резбар Васил Аврамов. В храма има възроженски икони, дело на тревненски и дебърски майстори, както и по-нови, дело родения в Одеса художник от Миланската кралска академия М. А. Бургсер.